# Batalha de Bordeaux

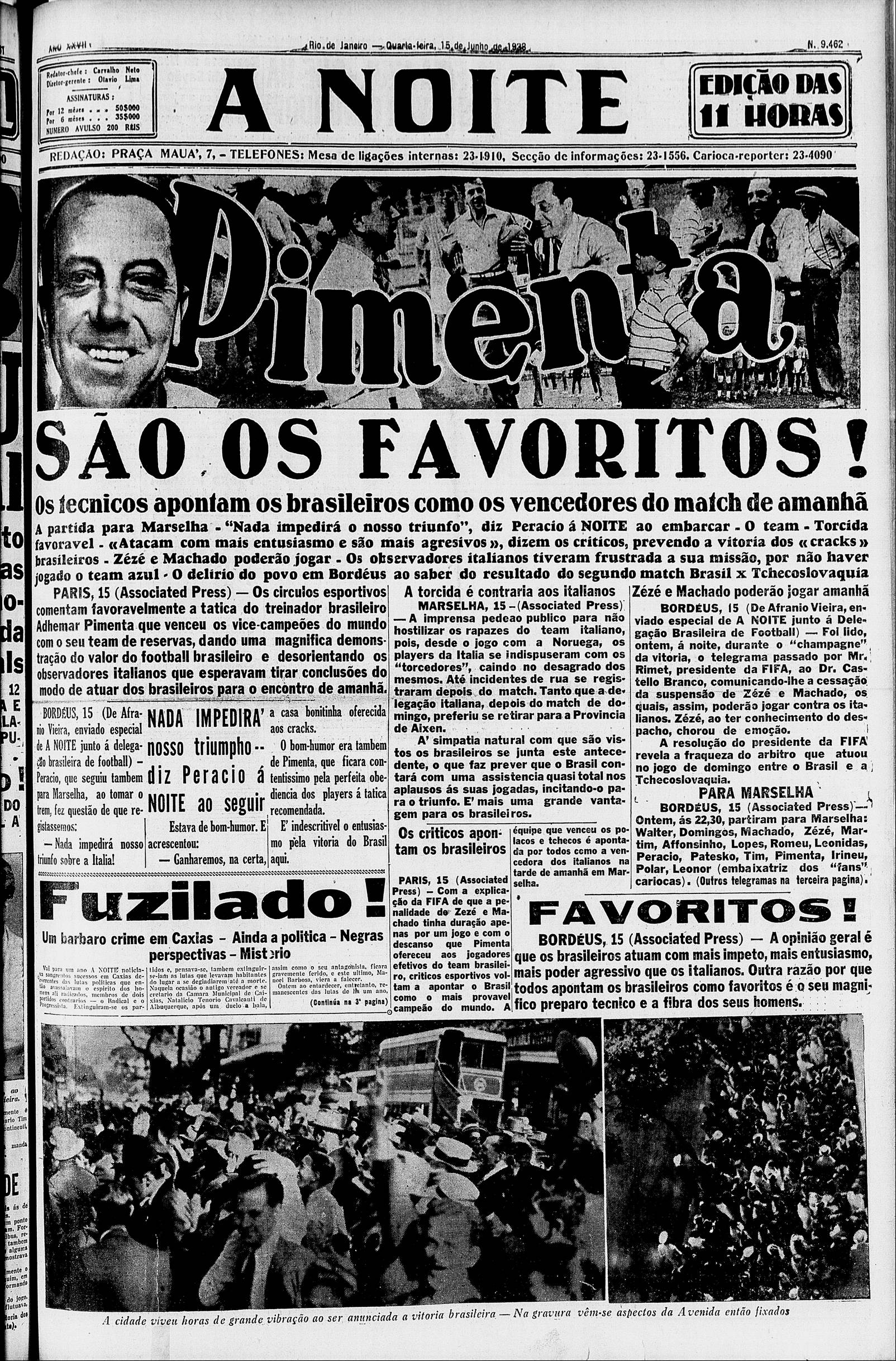
Apos as pelejas: favoritos antes do jogo contra a Itália

A Batalha de Bordeaux foi como ficou conhecida a partida de futebol Tchecoslováquia 1 x 1 Brasil válida pelas 4as-de-finais da Copa do Mundo da França-1938.
Este jogo entrou para a história das Copas por ser a primeira partida a ter tido 3 expulsões na história desta competição. Este recorde de expulsões só foi batido 68 anos mais tarde, na copa de 2006 (Portugal 1 x 0 Holanda). Além das 3 expulsões, cinco jogadores sairam de campo machucados. Destes, 2 tchecos foram parar no hospital (o goleiro Walter de Sousa Goulart, com o braço quebrado, e o artilheiro Oldřich Nejedlý, mancando). Por estes motivos, esta partida é considerada a mais violenta da história das copas.

## A Partida
A primeira partida terminou 1 a 1. O Jornal dos Sports acusou os Tchecos de se excederam na violência: "Com outro árbitro ganharíamos o match". O Brasil atuou com 9 homens a maior parte do jogo. Três das quatro expulsões dessa edição da Copa aconteceram nessa partida (a outra foi do alemão Hans Pesser, aos 6′ da prorrogação do empate com a Suíça por 1 x 1). Zezé Procópio foi o primeiro, logo aos 14 minutos da etapa inicial, depois de dar um chute sem bola em Nejedlý. Aos 44′ do segundo tempo, Machado e Říha trocaram agressões e também foram convidados a sairem do campo pelo árbitro húngaro Pal von Hertzka. A partida marcou a inauguração do novíssimo estádio Parc Lescure, em Bordeaux. Isso obrigou as duas delegações a fazerem longos percursos de trem. Os tchecos viajaram 521 quilômetros desde Le Havre e os brasileiros 758 quilômetros desde Estrasburgo (uma viagem de quase 12 horas). Passe de Perácio para Leonidas. 1 a 0. Aos 20′ da etapa final, Nejedlý e Šimůnek fizeram uma tabela no meio da área e Domingos da Guia tentou cortar com o peito, mas conduziu a bola com o braço. Pênalti indiscutível. Oldřich Nejedlý cobrou e converteu. No fim da prorrogação, o empate por 1 x 1 persistiu. O equilíbrio da partida se refletiu nos númeors. Foram 118 ataques para cada equipes, de acordo com o Jornal dos Sports. O goleiro eslavo František Plánička havia jogado mais de meia hora com a clavícula deslocada após um choque com Perácio e o artilheiro Oldřich Nejedlý (goleador da Copa de 1934) tinha fraturado o pé direito. Ambos estavam fora da partida de desempate, marcada para apenas 48 horas depois. Do lado brasileiro, Perácio saiu arrebentado e Leônidas, que tanto apanhou, não tinha condições de jogo.
Dois dias depois do empate por 1 x 1, Brasil e Tchecoslováquia voltaram a campo, mas com times bastante diferentes, em grande parte devido às contusões da partida anterior. Vlastimil Kopecký abre o score. 0 a 1. Senecký chutou rasteiro e Walter fez a defesa, mas a bola escapou de suas mãos e pareceu ter entrado cerca de um palmo no gol, antes que o goleiro pudesse puxá-la de volta. O árbitro francês Georges Capdeville não viu o segundo gol da Tchecoslováquia e mandou o jogo seguir. Patesko serve Leonidas. 1 a 1. Leonidas passa a Roberto. 2 a 1. 

### Partida 1: A Batalha de Bordeaux
| 12 de Junho de 1938 | Brasil       | 1 – 1 (a.e.t.) | Tchecoslováquia    | Stade du Parc Lescure, Bordeaux          |
| 17:00 CET           | Leônidas 30' | Relatório      | Nejedlý 65' (pen.) | Público: 22,021 Árbitro: Pál von Hertzka |

| GK              |  | Walter            |     |
| RB              |  | Domingos da Guia  |     |
| LB              |  | Machado           | 45' |
| RH              |  | Afonsinho         |     |
| CH              |  | Martim            |     |
| LH              |  | Zezé Procópio     | 10' |
| OR              |  | Hércules          |     |
| IR              |  | Leônidas da Silva |     |
| CF              |  | Lopes             |     |
| IL              |  | Perácio           |     |
| OL              |  | Romeu Pellicciari |     |
| Técnico:        |  |                   |     |
| Adhemar Pimenta |  |                   |     |

| GK             |  | František Plánička |     |
| RB             |  | Ferdinand Daučík   |     |
| LB             |  | Jaroslav Burgr     |     |
| RH             |  | Jaroslav Bouček    |     |
| CH             |  | Josef Košťálek     |     |
| LH             |  | Vlastimil Kopecký  |     |
| OR             |  | Antonín Puč        |     |
| IR             |  | Jan Říha           | 45' |
| CF             |  | Josef Ludl         |     |
| IL             |  | Ladislav Šimůnek   |     |
| OL             |  | Oldřich Nejedlý    |     |
| Técnico:       |  |                    |     |
| Josef Meissner |  |                    |     |

| Técnicos Assistentes: Giuseppe Scarpi Charles de la Salle |

### Partida 2: Jogo de Desempate
| 14 de Junho de 1938 | Brasil                     | 2 – 1     | Tchecoslováquia | Stade du Parc Lescure, Bordeaux            |
| 17:00 CET           | Leônidas 57' · Roberto 62' | Relatório | Kopecký 25'     | Público: 20,000 Árbitro: George Capdeville |

| GK              |  | Walter               |     |
| RB              |  | Jaú                  |     |
| LB              |  | Nariz                |     |
| RH              |  | Britto               |     |
| CH              |  | José Augusto Brandão |     |
| LH              |  | Argemiro             | 14' |
| OR              |  | Roberto              |     |
| IR              |  | Leônidas             |     |
| CF              |  | Luizinho             |     |
| IL              |  | Tim                  |     |
| OL              |  | Patesko              |     |
| Técnico:        |  |                      |     |
| Adhemar Pimenta |  |                      |     |

| GK             |  | Planička          |
| RB             |  | Rudolf Krcil      |
| LB             |  | Jaroslav Burgr    |
| RH             |  | Jaroslav Bouček   |
| CH             |  | Josef Košťálek    |
| LH             |  | Vlastimil Kopecký |
| OR             |  | Rulc              |
| IR             |  | Kreuz             |
| CF             |  | Horak             |
| IL             |  | Ludl              |
| OL             |  | Senecký           |
| Técnico:       |  |                   |
| Josef Meissner |  |                   |